# Muqata'a

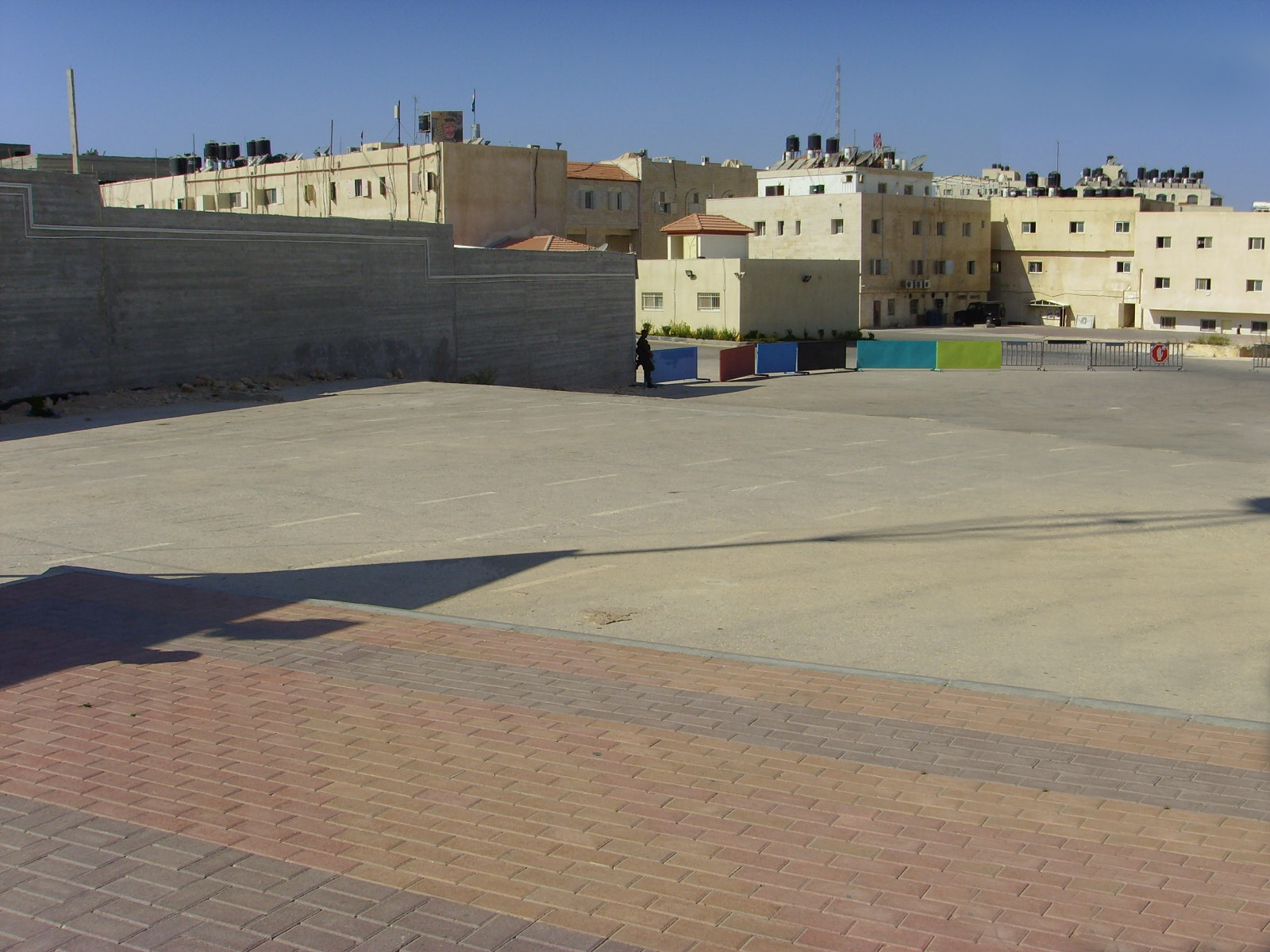
La Muqata'a, con il QG del presidente dell'OLP

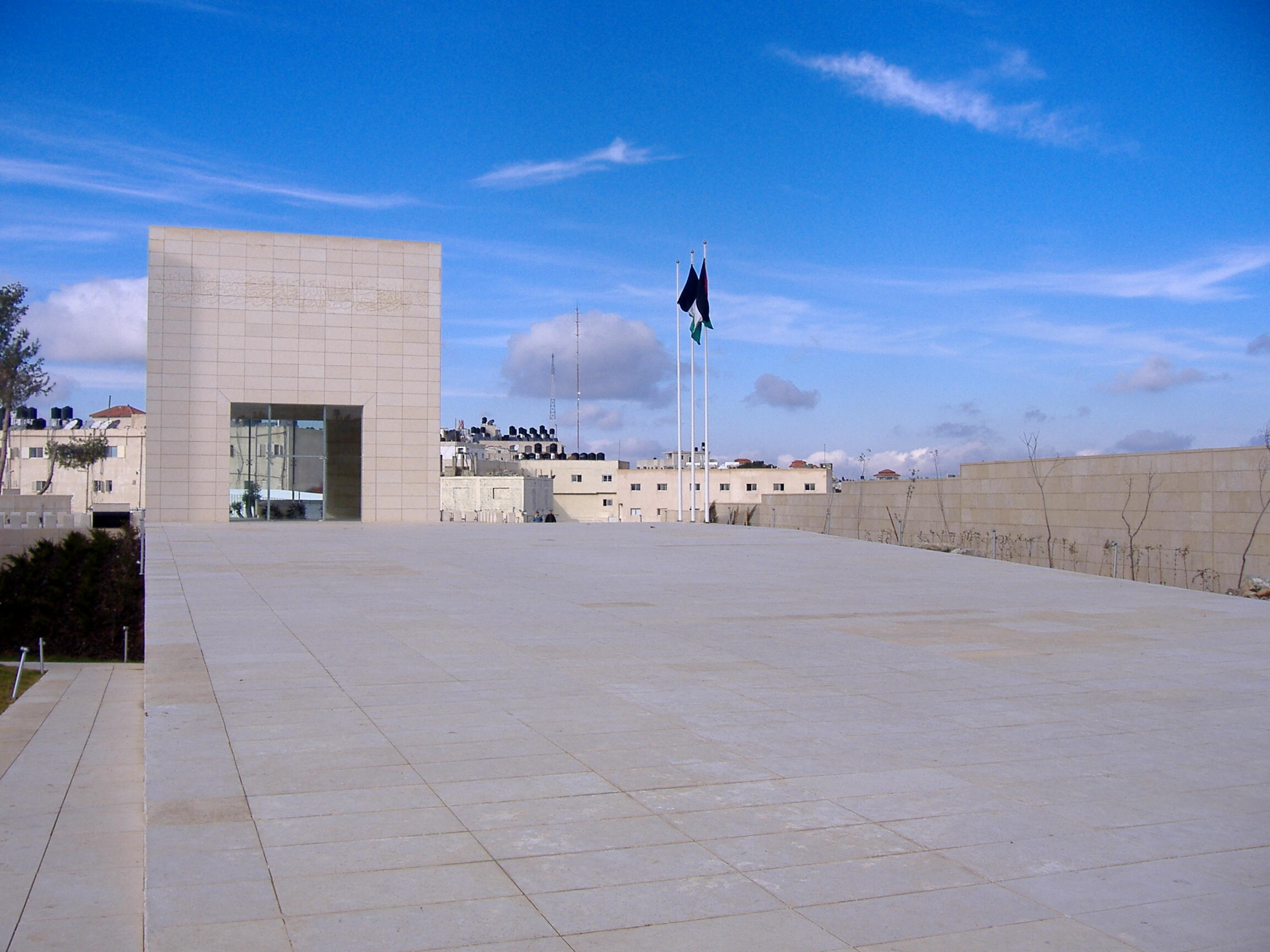
Il mausoleo di Arafat. Al centro del parallelepipedo si scorge la tomba di ‘Arafāt

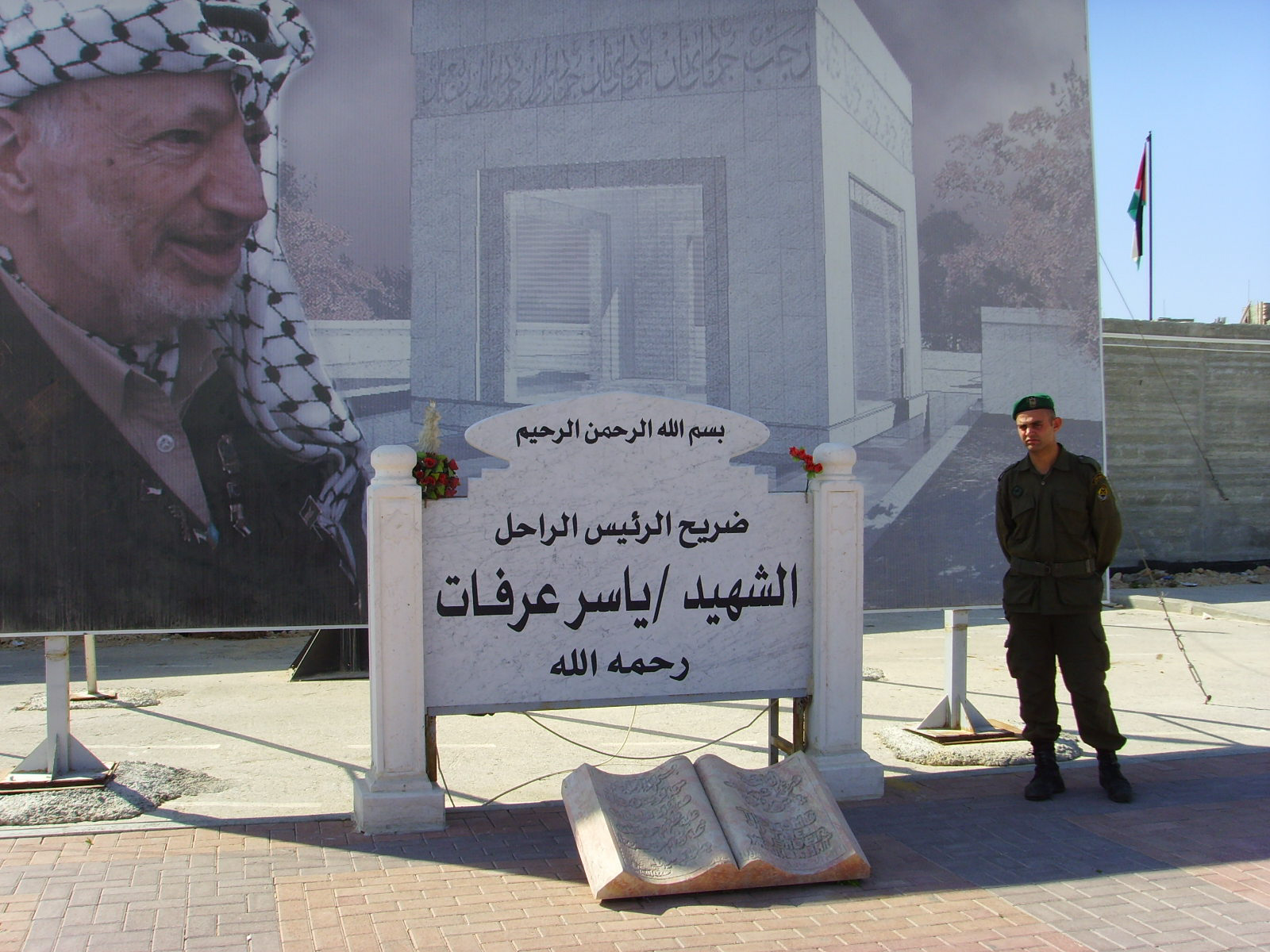
Epitaffio (oggi all'interno del mausoleo) che dice: "In nome di Dio Clemente Misericordioso. Mausoleo del defunto presidente Yāser ‘Arafāt. Dio abbia misericordia di lui."

La Muqata'a, in arabo المقاطعة‎?, al-Muqāṭaʿa, ovvero "la Separata", è il complesso residenziale situato a Rāmallāh (città della Cisgiordania situata a breve distanza da Gerusalemme), roccaforte - fino alla sua morte - di Yāser ʿArafāt; ha funzionato - almeno fino alla morte dell'anziano leader - anche come quartier generale dell'Autorità Nazionale Palestinese (ANP), di cui ʿArafāt stesso è stato presidente dal 1996 al 2004.
La Muqāṭaʿa è stato il luogo nel quale ʿArafāt ha vissuto, come confinato, gli ultimi anni di vita. Consta di diversi complessi abitativi fra cui, oltre al palazzo presidenziale con lo studio personale, un edificio destinato alla Intelligence generale ed uno a quella militare, un edificio adibito alla sicurezza nazionale e la cosiddetta Forza 17 (strutturata in un'ala dell'edificio destinato all'intelligence generale). È dotata anche di un eliporto.
Yāsser ʿArafāt fu costretto al confino alla Muqāṭaʿa dal governo israeliano guidato da Ariel Sharon il 3 dicembre 2001, in risposta ad attentati compiuti a Gerusalemme ed Haifa che tornarono ad infiammare il conflitto israelo-palestinese. Poco più di nove mesi dopo, fra il 18 e il 21 settembre del 2002 - dopo un nuovo grave attentato a Tel Aviv - i corazzati e i blindati israeliani penetrarono nel recinto della Muqāṭaʿa, iniziandone l'opera di demolizione.
La roccaforte del leader palestinese - luogo di pesanti attacchi nei mesi successivi all'azione del 2002 - è tornata alla ribalta della cronaca il 29 ottobre 2004, quando ʿArafāt ha potuto lasciare il suo luogo di confino per recarsi a Parigi, ricoverato nell'ospedale militare di Percy, per vivere i suoi ultimi giorni.

Dopo la sua morte, all'interno della Muqāṭaʿa è stato costruito un mausoleo che ne conserva le spoglie mortali e che è stato inaugurato, ufficialmente, il 10 novembre 2007, cioè alla vigilia del terzo anniversario dalla sua scomparsa.